# Pergola, Marche
Pergola är en ort och kommun i provinsen Pesaro e Urbino i regionen Marche i Italien. Kommunen hade 6 151 invånare (2018).